# Luca Gelfi
Luca Gelfi (Bergamo, 21 giugno 1966 – Torre de' Roveri, 3 gennaio 2009) è stato un ciclista su strada italiano.
Professionista dal 1988 al 1998, conta due vittorie di tappa al Giro d'Italia.

## Carriera
Professionista dal 1988 al 1998, in carriera vinse due tappe del Giro d'Italia 1990 ed una della Volta a Portugal nel 1997. Nel 1993 si classificò secondo, preceduto dal solo Maurizio Fondriest, alla Milano-Sanremo.
Dopo il ritiro dal mondo professionistico, è diventato tecnico di una squadra ciclistica juniores, la Team Fratelli Giorgi.
Malato di depressione, muore suicida nel suo negozio di biciclette a Torre de' Roveri, il 3 gennaio 2009 all'età di 42 anni.

## Palmarès
- 1987 (Dilettanti)

Giochi del Mediterraneo, Gara in linea
Montecarlo-Alassio
Coppa Cicogna
- 1990 (Del Tongo, due vittorie)

6ª tappa Giro d'Italia (Teramo > Fabriano)
10ª tappa Giro d'Italia (Grinzane Cavour > Cuneo, cronometro)
- 1997 (Brescialat, una vittoria)

10ª tappa Volta a Portugal

## Piazzamenti

### Grandi Giri
- Giro d'Italia

1989: 27º
1990: 42º
1991: 86º
1992: 65º
1993: 36º
1994: ritirato (19ª tappa)
1995: 80º
1998: 76º
- Tour de France

1996: ritirato (2ª tappa)
- Vuelta a España

1993: 14º
1994: 53º
1997: 87º

### Classiche monumento
- Milano-Sanremo

1992: 52º
1993: 2º
1994: 19º
1995: 20º
1996: 55º
1998: 33º
- Parigi-Roubaix

1990: 89º
- Liegi-Bastogne-Liegi

1990: 99º
1994: 21º
- Giro di Lombardia

1991: 81º